# Сабиров, Рауф Ахметович
Рауф Сабиров Ахметович (тат. Рәүф Әхмәт улы Сабиров) (10 декабря 1894, Айдарово, Тюлячинский район — 30 декабря 1937, Москва) — государственный деятель, председатель президиума ЦИК Татарстана в 1921—1924 годах. Самый молодой политик, занявший столь высокий пост в истории правительства Татарской АССР.

## Биография
Рауф Сабиров родился в 1894 году в селе Айдарово Мамадышского уезда Казанской губернии (ныне Тюлячинский район) в семье бедного крестьянина-азанчи. По национальности татарин. Сначала он учился в медресе родного села, затем отец перевел его в Сатышевское медресе. Он покидает родительский дом и родную деревню ради самостоятельной жизни в совсем юном возрасте. В Нижнем Новгороде он работает чернорабочим, а в Екатеринославе — бурильщиком на соляных шахтах. В 1915 году был призван в армию и принял участие в Первой мировой войне на германском фронте.
После революции служил в 170-й стрелковой дивизии Красной Армии. В 1918 году солдатский комитет дивизии выбрал его делегатом на всероссийский мусульманский военный съезд и его отправили в Казань. На военную службу Сабиров не вернулся, поселился в Мамадыше и до 1921 года работал сначала преподавателем татарских педагогических курсов, а затем председателем Мамадышского исполкома.
В 1921 году он был избран членом ТатЦИК и в том же году стал председателем Президиума Татарстанской АССР. В 1924 году его перевели в Москву и назначили заместителем начальника национального отдела ЦИК СССР.

## В Татарской АССР
После Гражданской войны, Вилочного восстания 1920 года, засухи и голода 1921—1922 годов первой целью стало восстановление народного хозяйства страны и вступление на путь жилищного строительства. После образования Татарской АССР в июне 1921 года к исполнению этих обязанностей приступил Рауф Сабиров. ТатЦИК на своих заседаниях обращает внимание на деятельность промышленных, сельскохозяйственных и культурных организаций, заслушивает отчеты народных комиссариатов, следит за реализацией решений Верховного Совета Татарской АССР. Рауф Сабиров, помимо того, что был хорошим организатором и руководителем, признан ещё и перспективным публицистом, поскольку им была написана книга «Деревни Татарской республики после голода 1921 года». В этой книге он критикует политику военного коммунизма советского руководства и призывает к скорейшему осуществлению новой экономической политики (НЭП). Однако даже успехи в работе в ТАССР не спасают его от репрессий.

## В Москве
В декабре 1924 года он снимается с поста председателя ТатЦИК и становится участником аппарата президиума ВЦИК. Причина повышения его в должности — подготовить почву для дальнейших преследований влиятельного и независимо мыслящего лидера, поскольку он, будучи председателем ТатЦИКа, показывал хорошие результаты и успешно работал, что не давало поводов для притензии или обвинений в его сторону. С 1925 по 1929 год Рауф Сабиров работал в национальном отделе ЦК СССР.
В 1929 году его исключили из партии и впервые арестовали по обвинению в «буржуазном национализме». Освобожден через два года, но отстранен от руководящих должностей. После освобождения из тюрьмы в 1932 году работал фрезеровщиком, наладчиком сложных машин и мастером механосборочного цеха автомобильного завода «ЗиС» в Москве. Был избран в профком завода и занялся организацией социалистической кампании. В эти годы Рауф Сабиров грезит получить высшее техническое образование и полностью посвятить себя автомобильному производству.
Но в 1937 году он снова стал жертвой политического насилия. Рауфу были вынесмены обвинения в «шпионаже и террористической деятельности». Следователи пытаются выяснить, на кого он работал. Султанбеков Булат, учёный, изучавший жизнь главы Татарстана, пишет: «Истинной причиной преследования является поддержка им видного татарского революционера и государственного деятеля Мирсаида Султан-Галиева. В июне 1923 года Рауф Сабиров принял участие в работе четвёртого заседания ЦК РКП(б) и в своем выступлении опроверг обвинения, выдвинутые в адрес Султан-Галиева. А великий лидер никогда не забывает и не прощает тех, кто противостоит ему».
В 1937 году его арестовали во второй раз и приговорили к смертной казни. Его расстреляли 30 декабря того же года. Рауфа Сабирова реабилитировали в начале 1990-х годов.